# Rio Agriș (Valea Baciului)
O Rio Agriş é um rio da Romênia afluente do rio Valea Baciului, localizado no distrito de Covasna.